# Lourdes Benedicto
Lourdes Benedicto (ur. 12 listopada 1974 na Brooklynie) – amerykańska aktorka pochodzenia latynoskiego (dominikańsko-filipińskiego).
Poza Polską znana z roli Evy Riose w serialu telewizji ABC The Nine. Za rolę w serialu Ostry dyżur była w 1994 roku nominowana do nagrody ALMA. Obecnie występuje w serialu stacji ABC V w roli Valerie Val Stevens.